# バジル・ザハロフ

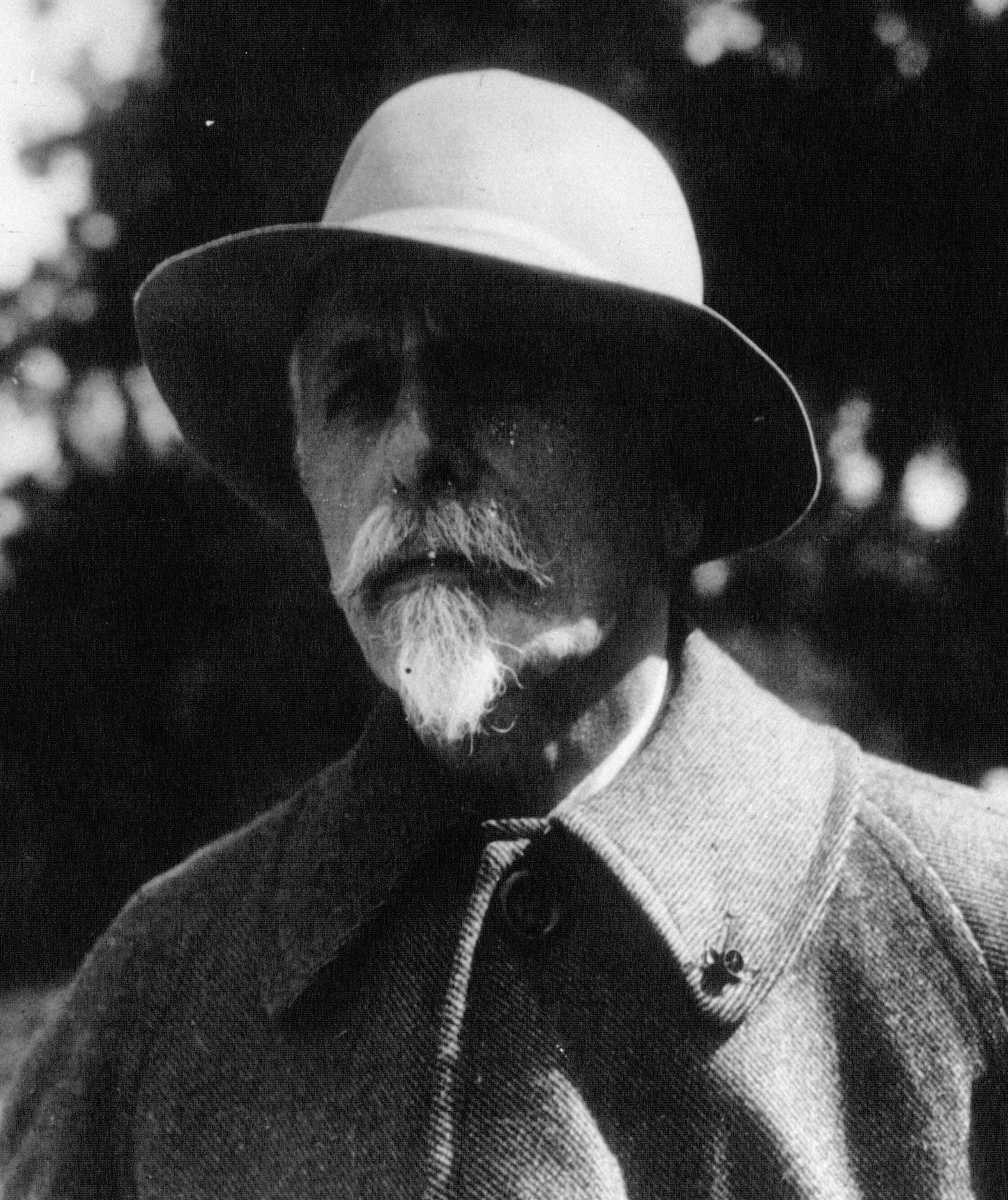
Basil Zaharoff (1928)

ザカリアス・バジレイオス・ザハリアス（Zacharias Basileios Zacharoff、1849年10月6日 - 1936年11月27日）、あるいはザハロフは、トルコ生まれの武器商人。ヴィッカース社など数々の武器製造業者の代理人として武器取引に関わり、死の商人の代表格と看做されると共に神秘の男と渾名された。

## プロフィール
オスマン帝国治下のムーラで、ギリシャ商人の家に生を享ける。少年時代にコンスタンティノープルへと出て貿易商の伯父の許で働くも、店の資金を横領してロンドンに逃亡。ザハロフは逮捕されて法廷に引き出されるも、横領した金は自分が正当に受け取る利益金の一部だと主張した。
事態にけりをつけると彼はアテネに行き、現地の政界の有力者エチエン・スクルヂスに天賦の外交的才能を見込まれてスウェーデンの武器製造業者・ソーステン＝ノルデンフェルト社の代理店の主任に据えられた。
露土戦争終局後の当時のギリシアでは軍備拡張の機運が嵩じていた。しかしノルデンフェルト社は同業他社のクルップ、シュナイダー、ヴィッカースと比較すると分が悪く、そこでザハロフは視点を変えて当時では珍しかった潜水艇をギリシャ政府に売り込むことに成功した。さらに彼はそのギリシャと軍事的に対立していたオスマン帝国にも武器を売り込むなど同社の売り上げに貢献した。
その後、マキシム機関銃を発明したハイラム・マキシムと邂逅し、やがてマキシム社をノルデンフェルト社と合同させると共に機関銃の売り込みで力を振るった。そのマキシム＝ノルデンフェルト社も1897年にヴィッカース社に買収され、その代理人としてまた大株主としてザハロフは武器取引で重きを成した。こと第一次世界大戦ではイギリス・フランスなど連合国の武器調達に深く関わると共に、ギリシャの支援にも力を尽くした。だが希土戦争をめぐるザハロフの工作が議会で追及されるに至り引退を決意、モナコに隠棲しモンテカルロで没した。また、ザハロフの手引きでギリシャを援助していたロイド・ジョージは、損害を追及されて政界で孤立した。